# Текстура зображення
Тексту́ра зобра́ження (Image texture) являє собою набір метрик, розрахованих при обробці зображення, призначених для кількісного визначення текстури. Текстура зображення дає нам інформацію про просторове розташування кольору або інтенсивності в зображенні або вибраної області зображення.

## Визначення текстури

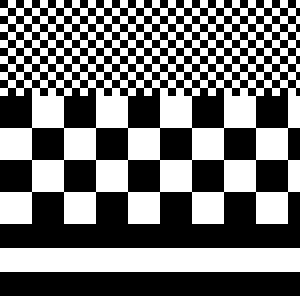
Штучна текстура приклад.

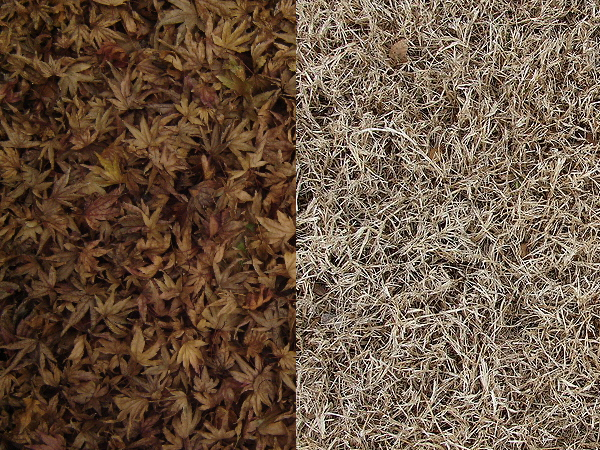
Природна текстура приклад.

Текстура є важливим елементом людського зору. Характеристики текстури використовуються для опису вмісту безлічі природних зображень, таких як, хмари, листи, тканини. І хоча людське око легко розпізнає текстуру, важко дати її формальне визначення. Тому пропонується розглядати текстуру як сукупність таких властивостей:
- текстура використовується для опису змін яскравості деякого фрагмента зображення
- текстура складається з безлічі структурних елементів — текстонів (текстурних примітивів[2]), розмір яких незначний у порівнянні з розмірами фрагмента, текстурні ознаки якого аналізуються
- у межах зображення фрагменти текстури (текстони) — однорідні одиниці, що мають приблизно однакову форму у всій текстурній області[3]. Текстони мають деяку регулярність і випадковість.

Якісно текстуру можна описати розміром її фрагмента (зерна). Розмір зерна зв'язаний з періодом просторової повторюваності локальної структури. Великий розмір зерна відповідає великій текстурі, а малий — дрібної. Очевидно, що цей параметр недостатній для кількісного опису текстури, але його можна використовувати для оцінки напрямку, у якому повинні змінюватися текстурні ознаки, тобто малі чисельні значення ознак повинні відповідати відносно дрібній текстурі, а більші значення — більш великій.

## Види текстури
Текстура зображення може бути створена штучно або знайдена у природі.

### Штучні текстури
Штучні структури — це структури з графічних знаків, розташованих на нейтральному фоні. Такими знаками можуть бути відрізки лінії, літери і цифри.

### Природні текстури
Природні текстури, згідно з їхньою назвою, це зображення природних сцен, що містять майже періодичні структури. Як природні текстури можуть виступати фотографії цегельних стін, пісок, трава.

## Аналіз структурних характеристик зображень
Аналіз текстурних ознак прийнято проводити на рівні об'єктів однорідної текстури. Тобто вихідними даними для процедури розрахунку текстурних характеристик можуть бути як зображення окремих текстур, так і «неоднорідні» зображення, що містять об'єкти з різними текстурними характеристиками. У випадку роботи з другим типом зображень, необхідно проведення попередньої кластеризації зображень на окремі однорідні регіони (області).
Виходячи з вищенаведеного визначення, текстура характеризує яскраві зміни фрагментів зображення. Через це, перед виділенням текстурних ознак зображення, необхідно зробити конвертування набору його стандартних колірних характеристик (звичайно це характеристики колірного простору RGB) у набір характеристик яскравості. Треба підкреслити, що одні методи виділяють кількісні ознаки текстури, використовуючи тільки набір характеристик яскравості, інші ж методи поряд з цими складовими кольору використовують і хроматичні складові.
Отримана в результаті конвертування матриця характеристик яскравості обробляється методом текстурного аналізу, а знайдені в результаті обробки характеристики використовуються як параметри класифікації або сегментації текстур.
Достовірність класифікації текстур об'єктів відповідно до деяких текстурних параметрів і прийнято використовувати як основний критерій якості текстурних характеристик.

## Методи опису структурних зображень
Текстура зображення є одним із способів, які можуть бути використані, щоб досягти сегментації або класифікації зображення на основі їх вмісту. Для аналізу текстури зображення в комп'ютерній графіці, є два підходи до цього питання: структурний і статистичний.

### Структурний підхід
Структурний підхід представляє зображення текстури у вигляді набору примітивних текселів згідно з деяким зразком. Це добре працює при аналізі штучних текстур.
Отримати структурний опис характеристики просторового співвідношення текселів, можна на основі Діаграма Вороного текселів.

### Статистичний підхід
Статистичний підхід представляє зображення текстури як кількісної міри розташування інтенсивності кольору в обраній області. У загальному підході такий підхід легше обчислюється і більш широко використовується, тому що природні текстури зроблені з моделей нерегулярних піделементів.

## Сегментація текстури
Використання текстури зображення може бути використано як опис для множини на сегменти. Є два основних типи сегментації які беруть за основу текстуру зображення: регіональні і граничні. Текстура зображення не є ідеальною мірою для сегментації, тому цей підхід використовується поряд з іншими, такими як колір, що допоможе виконати сегментацію в зображенні краще.

### Регіональна сегментація
Спроба групувати або кластеризувати пікселі, на основі текстурних властивостей разом.

### Гранична сегментація
Спроба групувати або кластеризувати пікселі, на основі ребер між пікселями, які визначаються різними властивостями текстури.